# Villusto
Villusto es una localidad española del municipio de Villadiego, perteneciente a la provincia de Burgos, en la comunidad autónoma de Castilla y León. Está ubicada en la comarca de Odra-Pisuerga.

## Geografía
En 2024, contaba con 31 habitantes. Situado 12 km al noroeste de la capital del municipio, Villadiego. Tiene acceso desde la carretera comarcal BU-627 que comunica Villadiego con Sotresgudo, a 2,9 km de esta carretera entrando por la carretera local BU-V-6232, que lleva después a Barrios de Villadiego. Se ubica al sur de Peña Amaya en el valle formado por el río Odra. Está cercano a las localidades de Barrios de Villadiego y Villalbilla de Villadiego.
Está constituida como entidad local menor, cuyo alcalde pedáneo es Iván Gómez Bartolomé.

## Historia
El origen etimológico del topónimo es Villa de Justo.[cita requerida]

### Prehistoria
Existe una estación arqueológica ribereña perteneciente al Calcolítico en el término de Cerezos.
Del Campaniforme, fase final del Calcolítico, también se ha descrito un asentamiento en el mismo término de Cerezos. Este mismo emplazamiento es posiblemente una estación arqueológica de la Edad del Bronce Antiguo. Este enclave de Cerezos tiene documentados varios manchones cenicientos, posiblemente relacionados con la existencia de los conocidos como "campos de hoyos" meseteños, con inhumaciones en fosas.
Existen en el término Villusto otros yacimientos menos diferenciados: Atalaya y Las Oyas/San Adrián, ambas con evidencias de una ocupación en la Prehistoria reciente, y Olmeras/Al Barrio.
En el pago de Salgüero está documentado el hallazgo de alguna cerámica realizada a mano e industria lítica en sílex realizada sobre lascas y láminas.

### Edad Media
El documento más antiguo conocido sobre la localidad data del 24 de noviembre del año 978. Se trata del Cartulario de Covarrubias, el documento fundacional de la abadía e infantazgo de Covarrubias. En ese documento se le denomina Villeiusto
Tras la muerte de la infanta doña Urraca, en 1035, todos sus derechos patrimoniales y eclesiásticos pasaron al cabildo, incluyendo Villusto.
En 1121 doña Apalla deja todos sus bienes al presbítero Sancho y ambos dejan todos sus bienes a la catedral de Burgos, no estando claro si se refieren a Villaute o a Villusto.
A principios del siglo XIII, en 1218, el papa Honorio III confirma la jurisdicción del abad de Covarrubias sobre Villusto. En 1222 se firma un acuerdo con el obispo de Burgos, don Mauricio, ratificando dicha jurisdicción.
En el libro Becerro de las Behetrías, 1352, aparece como lugar solariego de Nuño de Lara, señor de Vizcaya, aunque la jurisdicción seguía siendo de la abadía de Covarrubias. Se le denomina aquí Villa Iusto.
En un documento de Covarrubias de 15 de mayo de 1484 se le denomina Vinllusto.
Esta villa formaba parte de la Cuadrilla de Olmos en el partido de Villadiego, uno de los catorce que formaban la intendencia de Burgos, durante el periodo comprendido entre 1785 y 1833, en el Censo de Floridablanca de 1787, jurisdicción de señorío secular habiendo sido su titular el vizconde de Valoria que nombraba alcaldes ordinarios.
Eugenio Larruga, en su obra Memorias políticas y económicas sobre los frutos, comercio, fábricas y minas de España indica que, en el último tercio del siglo XVIII, en Villusto se solían fabricar algunos paños bastos de lana de la tierra y que de ellos se vestían regularmente los labradores del país.
Antiguo municipio de Castilla la Vieja, denominado Villersto en el partido de Villadiego.

### Edad Moderna
En el censo de la matrícula catastral contaba con 36 hogares y 144 vecinos.
Según el censo de 1857 Villersto pasa a llamarse Villusto.
Madoz lo describe a mediados del siglo XIX como un lugar con ayuntamiento propio, en la provincia, audiencia territorial, capitanía general y diócesis de Burgos. Partido judicial de Villadiego. Situado en una llanura bajo las peñas de Los Ordejones. Clima frío. Tiene 70 casas, escuela de instrucción primaria, dotada con 600 reales. Tiene una iglesia parroquial (Santa María), servida por un cura párroco, y otra casi destruida y cerrada al culto (San Martín). Confina al norte con Barrios, al este con Villadiego, al sur con Sandoval y Tapia y al oeste con Villavedón y Palazuelos. El terreno es de buena calidad. Le cruzan varios caminos locales. Produce cereales, legumbres y vino. Cría ganado lanar y vacuno, así como caza menor. Población 36 vecinos, con 444 habitantes. Contribución: 6 320 reales con 49 maravedíes
Con fecha de 7 de abril de 1970 el municipio de Villusto se extingue y su territorio se incorpora a Villadiego. Contaba entonces 63 vecinos y 291 habitantes.

## Demografía
| Gráfica de evolución demográfica de Villusto entre 1842 y 1960 |
| |
| Población de derecho según los censos de población del INE Población de hecho según los censos de población del INEEn estos censos se denominaba Villersto: 1842, 1857 y 1860. Entre el censo de 1970 y el anterior, este municipio desaparece porque se integra en el municipio Villadiego. |

## Economía
- Agricultura intensiva de secano.
- Granja de porcino selecto (genética Villadiego-Topigs Norsvin).
- Se hacían quesos.

## Patrimonio

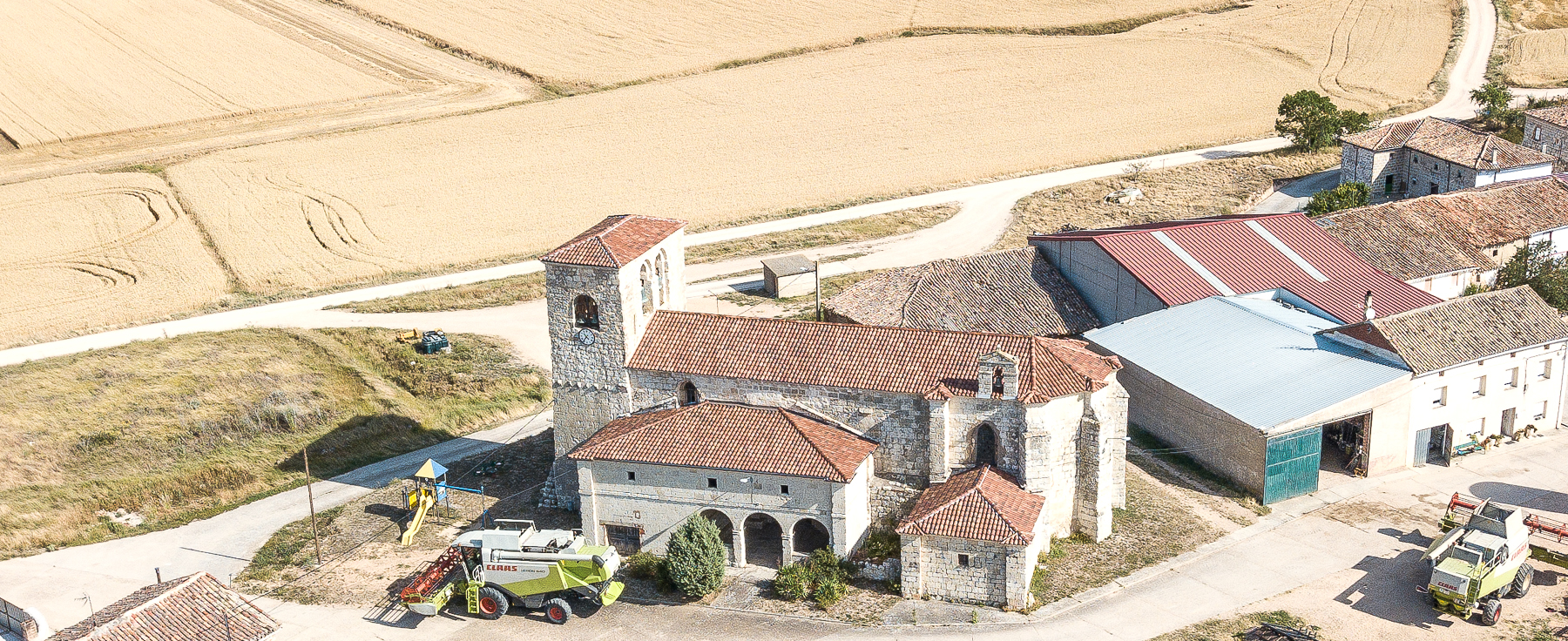
Iglesia de Santa María

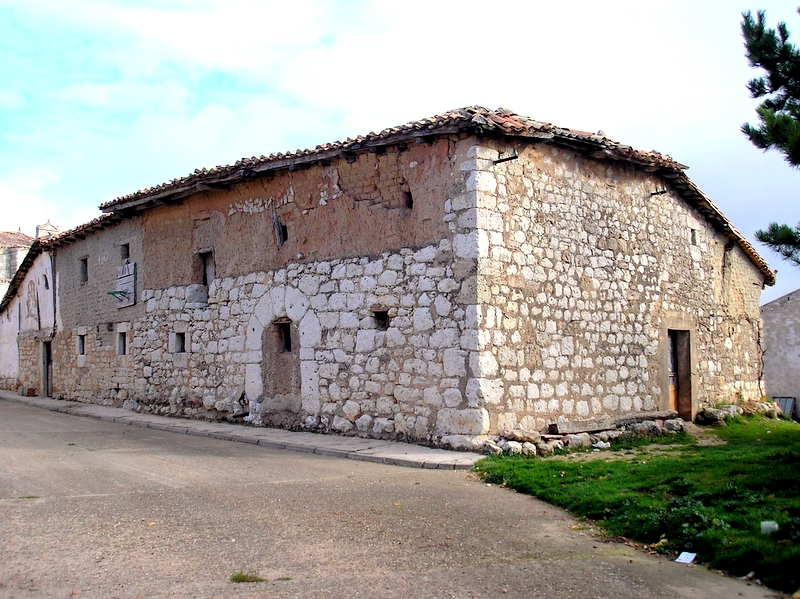
Casa de piedra y adobe

- Iglesia de Santa María:[14][3][2] Edificio de nave única. Conserva restos románicos de importancia, tanto en el exterior como la portada, el muro sur y el hastial oeste, como en el interior, las columnas del arco triunfal y la pila bautismal, de 1127 (1157?), que es una de las más antiguas que se conservan fechadas y que, seguramente, procede de la antigua del actual despoblado de San Martín. Los restos de la espadaña, transformada en torre, tienen el cuerpo de ventanas sujeto al interior con columnas con capiteles con motivos vegetales. El pórtico barroco, construido en 1774, está en un lateral, tiene tres arcos de medio punto; protege portada románica de transición al gótico, que tiene tres arquivoltas apuntadas con decoración de taqueado y motivos geométricos. Torre con parte inferior gótica (siglo XIV) y superior barroca (siglo XVIII). Tiene una sacristía lateral del siglo XVIII.
- Pila bautismal de la iglesia de Santa María:[15] Románica. Procede, probablemente, de la antigua iglesia de San Martín, de esta misma localidad. Tiene una inscripción epigráfica que incluye la fecha en que se hizo. Es peculiar en su aspecto externo y en la distribución del texto grabado, una Suscriptio del maestro Martín que la termina y fecha el año 1157. La inscripción dice:

MARTIN[US ME FECIT ERA] MCLXLV REGNĀNTE REX ADELFŎSVS IMP_ATOR IN CASTELLA ET IN LLEONE ET IN TOLETO ET IN BAEÇA ET Ī ALMARIA (Martinus me fecit, Era millesima centesima nonagesima quinta, regnante rex Aldefonsus imperator in Castella et in Leone et in Toleto et in Baeca et Almaria),
que se traduce, según la fuente consultada como
Martín me hizo en el año mil ciento cincuenta y siete, durante el reinado del rey Alfonso emperador en Castilla y en León y en Toledo y en Baeza y Almería.
- Iglesia de San Martín:[14][3][10][2] Se ubica sobre una ligera elevación, con plataforma plana. El interior de los restos de esta iglesia sirve de cementerio. Del edificio original solo queda un muro de 1,5 a 2 m de alto y 10 m de longitud. Puede apreciarse el arranque de la portada románica occidental; esta portada está cegada. Los restos parecen indicar que era un edificio en estilo románico tardío, de finales del siglo XIII. A mediados del siglo XIX Madoz indica que estaba casi destruida y cerrada al culto. En los alrededores están documentados restos óseos relacionados con una antigua necrópolis.
- Ermita del Cristo:[2] En buen estado y en uso. Se ubica a las afueras. De traza sencilla. Según los vecinos de la localidad, para la reconstrucción de la ermita se utilizó piedra de la desaparecida iglesia de San Martín. Tiene una pequeña espadaña. Sacristía adosada de planta cuadrada.

## Despoblados
- San Martín.[14] Se conservan los restos de su iglesia, que fue su parroquia, aprovechados como recinto del cementerio. Este barrio ya estaba casi despoblado en el siglo XIX.
- Los Villustos.[2] En la zona de San Martín la tradición oral localiza tres de los siete barrios o Villustos que conformaban antiguamente la localidad: al oeste el de La Muñequeita, al Sur el de Al Barrio y al Este el de La Olmera. En este último Gonzalo Martínez Díez recoge la existencia de un despoblado.
- Término de Las Oyas / San Adrián (Sancto Adriano sito inter Prexnos).[2] Aparecen restos constructivos y abundantes restos cerámicos hechos a mano y a torno. En este lugar Gonzalo Martínez Díez ubica un despoblado que identifica con el de Sancto Adriano sito inter Prexnos, citado en 1192 en la documentación de Valcárcel.
- Santa Coloma (Santa Columba).[2] Los vecinos de Villusto relacionan los restos con uno de los siete barrios o Villustos arriba citados, indicando que en este lugar existía un convento. Gonzalo Martínez Díez localiza en este término de Santa Coloma despoblado de Santa Coloma, citado en 978, en el Cartulario de Covarrubias, como Santa Columba o Santa Columnla'. En el yacimiento se observa material constructivo, teja curva y cerámica elaborada a torno.

## Galería de imágenes

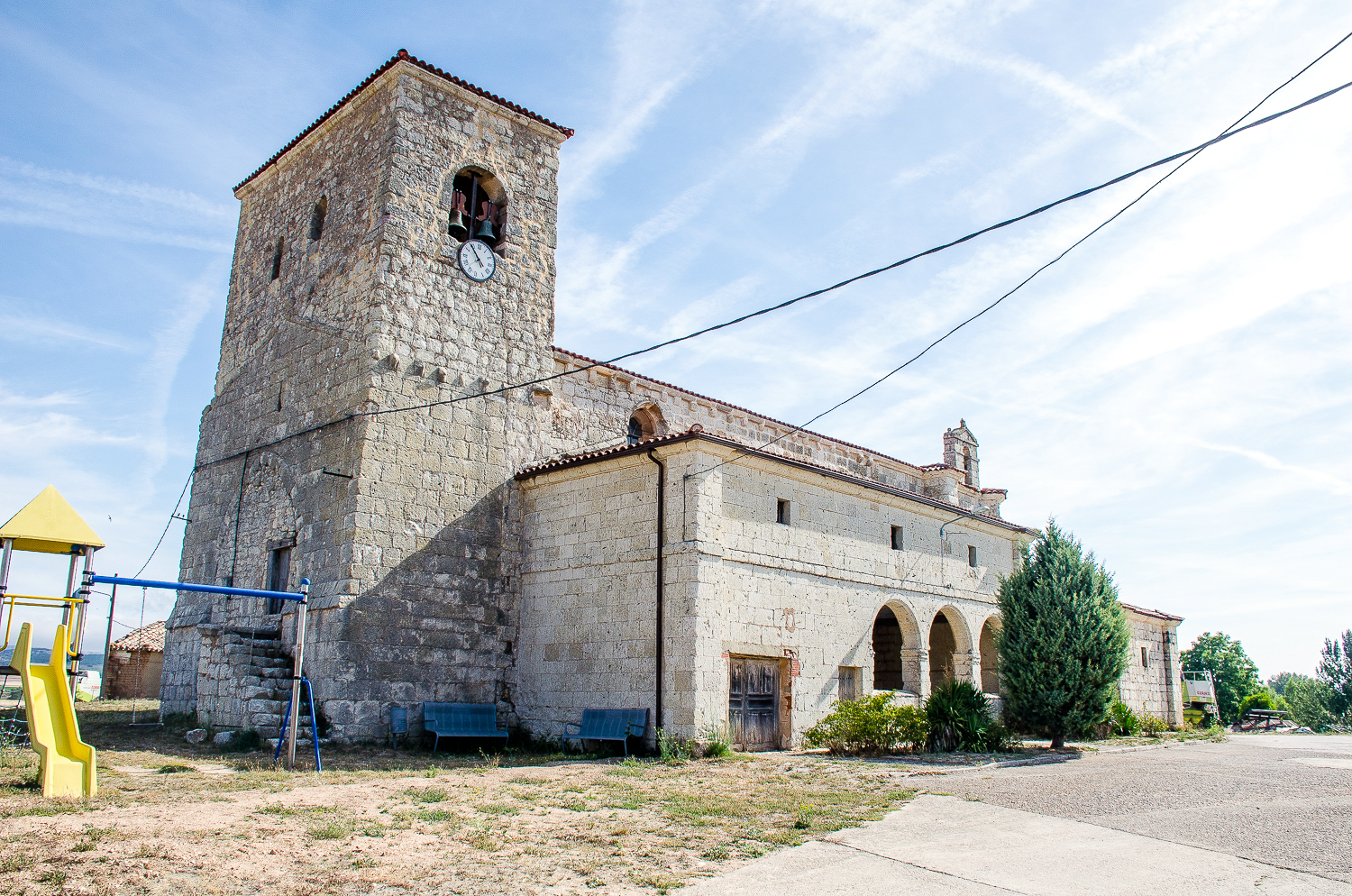
Iglesia de Santa María.
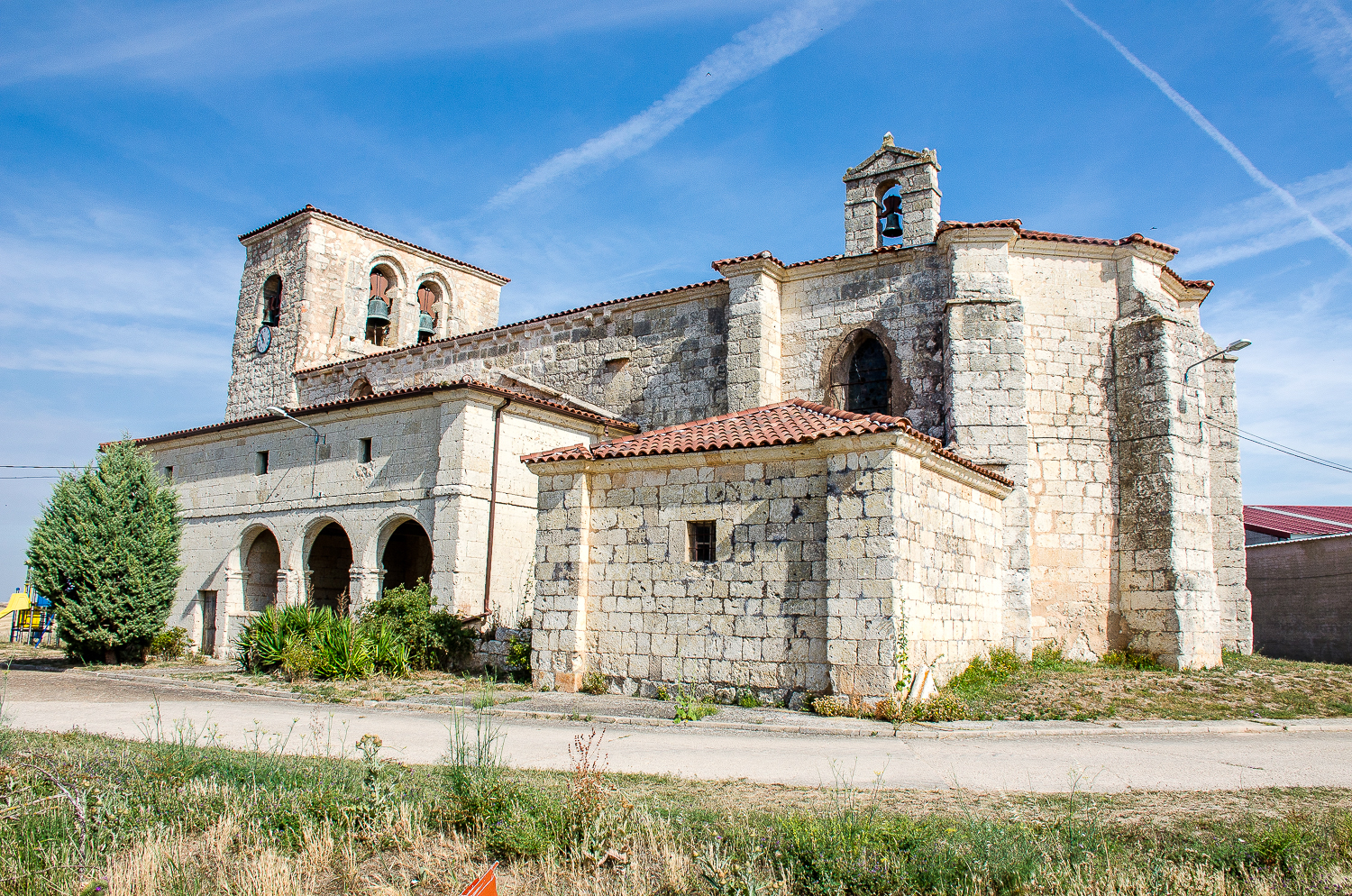
Iglesia de Santa María.
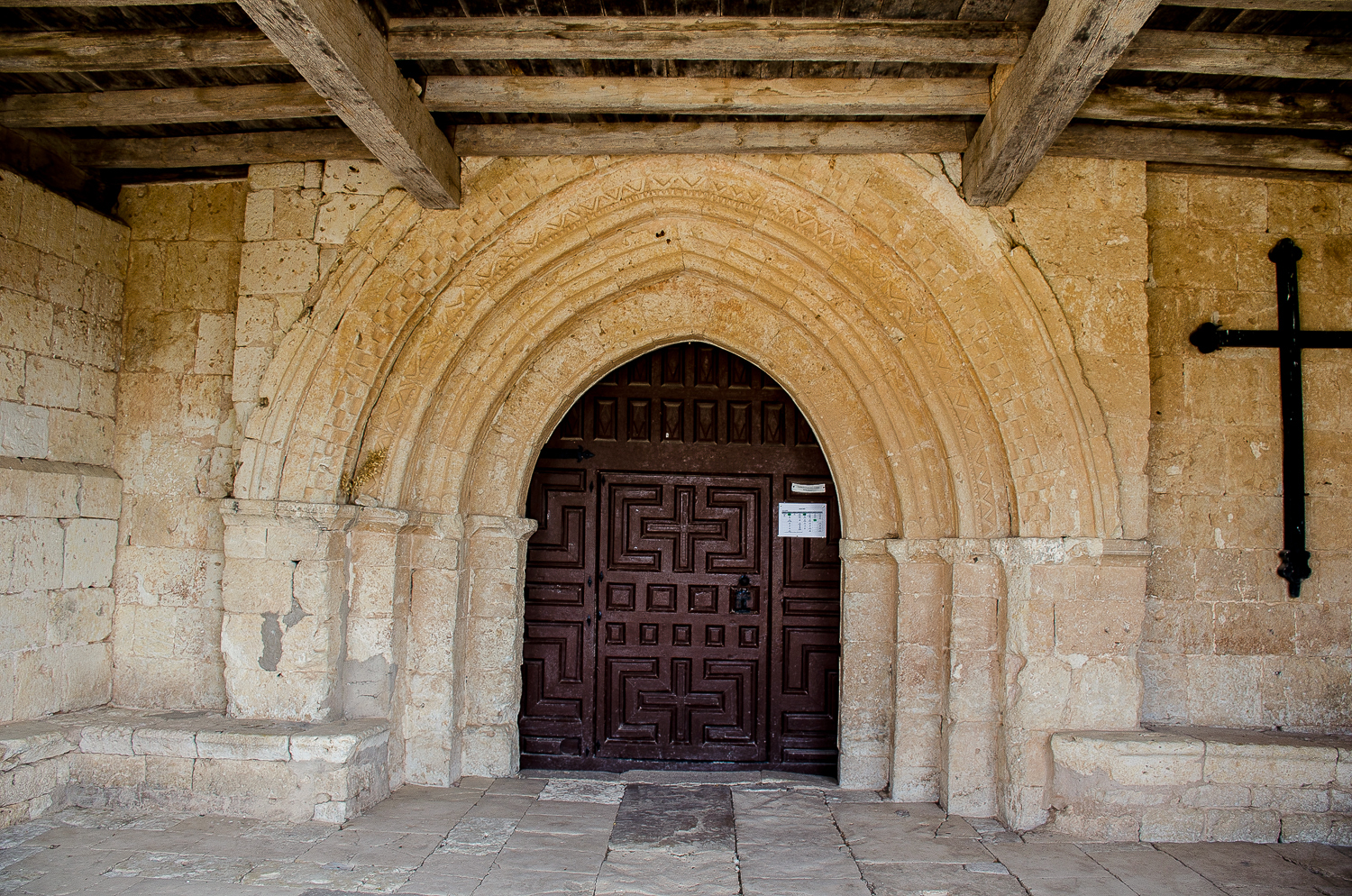
Portada de la iglesia.
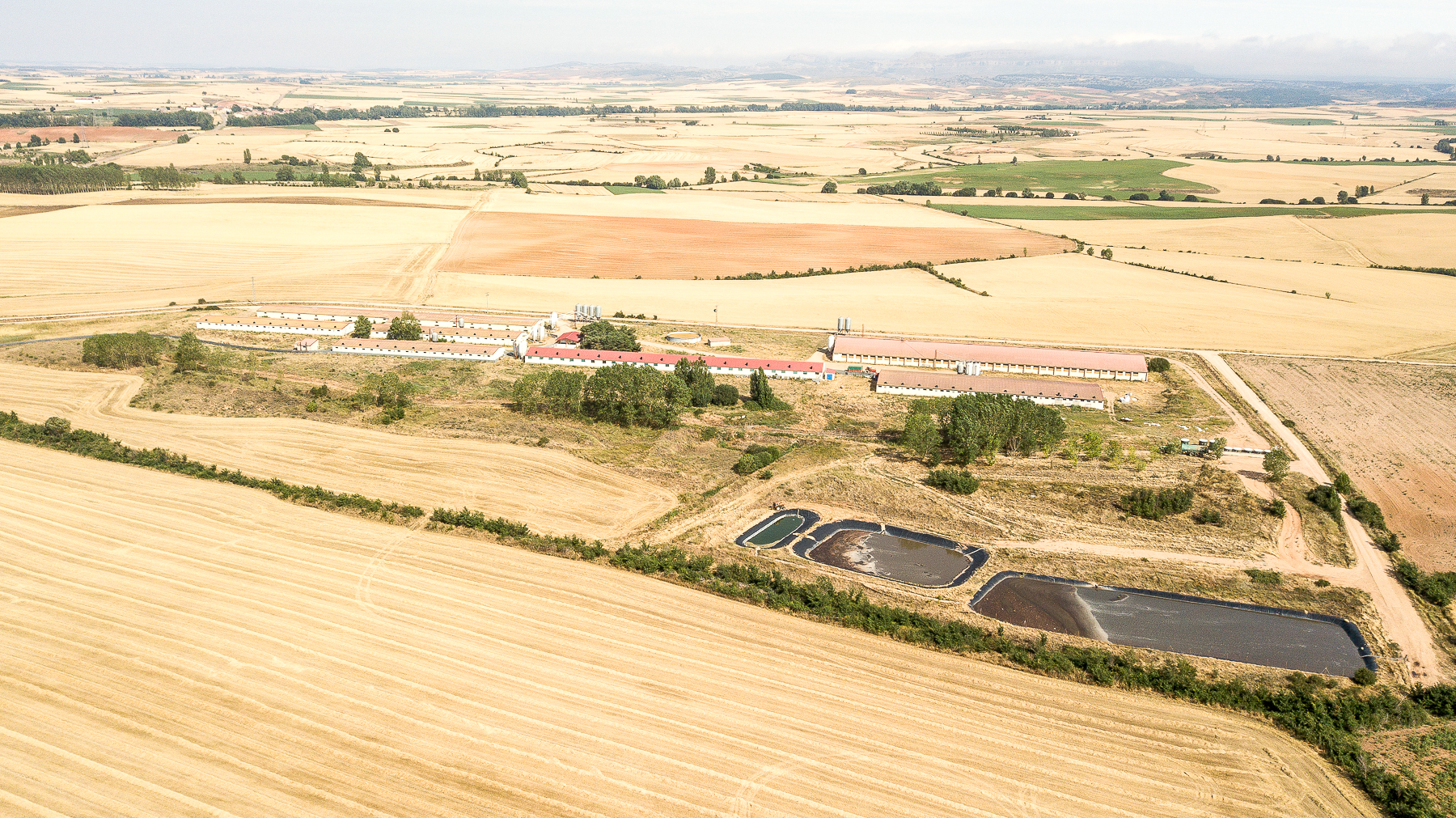
Granja porcina.
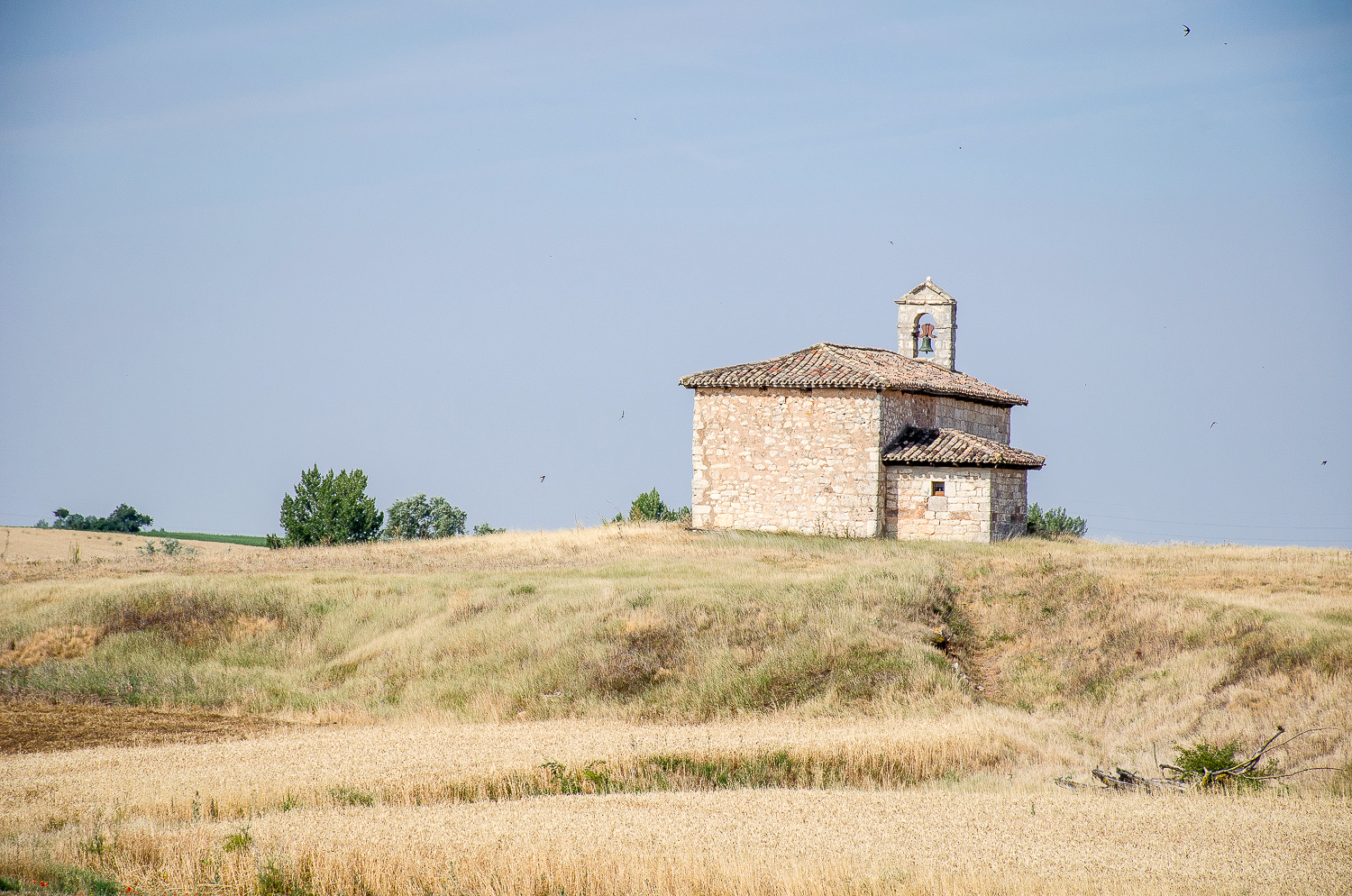
Ermita del Cristo.
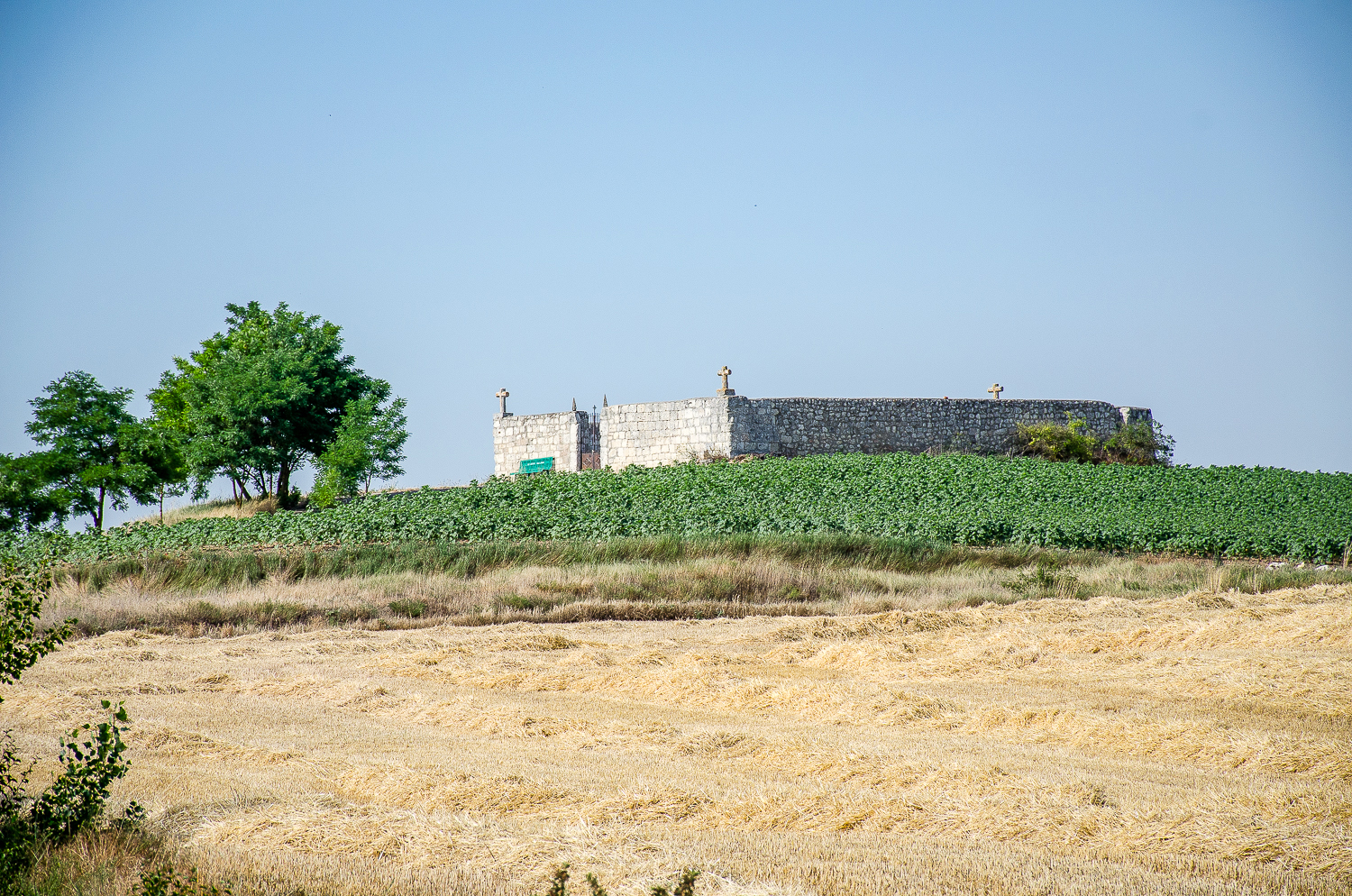
Cementerio.

## Ocio
- Coto de caza menor: Número BU-10722. Constituido el 27/05/1994. Superficie de 1 411,56 ha.[16]
- Ruta BTT Los llanos de Villadiego:[17] Señalizada. 28 km. Desnivel acumulado 370 m.

## Blasón del apellido
El apellido Villusto tiene como blasón: en oro, un árbol de sinople, frutado de oro, con un oso alzado a su copa.